# Jump SQ.Rise
 (ジャンプSQ.RISE) je šonen manga magazin koji četiri puta godišnje objavljuje japanska izdavačka kuća Shueisha. Prvi broj je objavljen 13. aprila 2018. godine.

## Lista mangi koje se serijalizuju u magazinu
| Naziv          | Autor(i)                 | Početak       |
| -------------- | ------------------------ | ------------- |
| (冒険王ビィト) | Riku Sandžo, Kodži Inada | април 2018.   |
|                | Kacura Hošino            | април 2018.   |
| (血界戦線 Beat 3 Peat)    | Jasuhiro Naito           | октобар 2022. |
|                | Osamu Akimoto            | април 2018.   |

## Spoljašnje veze
- Zvanični vebsajt (језик: јапански)